# Kilian Rebentrost
Kilian Rebentrost auch Chilianus Rebentrost (* 8. Juli 1582 in Platten, Böhmen; † 23. Juli 1661 in Annaberg) war ein lutherischer Geistlicher, Exulant und Bergprediger in Annaberg.

## Leben
Kilian Rebentrost war der Sohn des Pfarrers Georg Rebentrost (* in Annaberg) und dessen Ehefrau Elisabeth, geb. Schober (* in St. Joachimsthal), der Tochter des Bürgermeisters von St. Joachimsthal Hans Schober.
Nach einem Studium der Theologie wurde er 1610 in seiner Geburtsstadt Diakon und übernahm 1615 von seinem Vater dort auch die Pfarrerstelle. Vor 1624 zerstörte eine große Feuersbrunst sein Wohnhaus in Platten. Es zerschlug die Betten seiner Kinder, die in einer anderen Kammer zum Gebet verweilten und somit gerettet werden konnten. 1624 wurde er seinen Ämtern enthoben und hielt am 18. August 1624 in Platten seine Abschiedspredigt. Für ihn übernahm die Kindstaufen dann zeitweise der Schulmeister Elias Richter, bis er 1631 von dem Pfarrer Johann Jahn abgelöst wurde. Rebentrost exulierte mit seiner Frau und seinen sieben Kindern nach Annaberg. Dort suchte er sich zunächst eine Anstellung bei der örtlichen Schule. Wegen seiner Verdienste wurde er 1627 zum Bergprediger ernannt. Er starb im 79. Lebensjahr nach 54 Jahre im Kirchendienst als Jubelpriester. Sein Nachfolger war Johann Christoph Gensel. 1631 besuchte sein Sohn Kilian die Meißner Fürstenschule. Sein Onkel war der Pfarrer Jakob Schober und sein Neffe der Pfarrer David Rebentrost. In der Bergkapelle von Annaberg hing ein Bildnis von Kilian Rebentrost.

## Familie
Kilian Rebentrost heiratete am 15. Februar 1610 in Platten Catharina Schreiter († 24. August 1625), die Tochter des Stadtrichters von Annaberg Lorenz Schreiter. Aus der Ehe gingen folgende Kinder hervor:
- Elizabeth (getauft 5. September 1611 in Platten)
- Kilianus (getauft 9. Mai 1613 in Platten)
- Catharina (getauft 18. September 1615 in Platten)
- Maria (getauft 15. April 1617 in Platten)
- Gottfried (getauft 6. März 1620 in Platten)
- Martha (getauft 24. August 1625)

## Werke
- Spes fidelium firmissima, Leipzig, Ritzschens Druckerey, 1656
- Sancti diminuti, fideles dispersi. Das ist/ Fünff Christliche Berg-Predigten über Den Zwölfften Psalm des Königlichen Propheten Davids: Darinnen von dem grossen Stecken des Geistlichen Bergwercks (der Kirchen Christi) dessen Reformation, nützlicher Prob/ und mächtigem Schutz gehandelt wird/ Gerichtet auf die schwere VerfolgungsZeiten/ und Gehalten auff S. Annaberg, Leipzig, 1651
- Christliche LeichPredigt/ Bey Volckreicher Sepultur, Des Georgii Steinbachen/ Medicinae Studiosi.: Welcher Sonnabends den 29. August. dieses lauffenden 1629. Jahres/ Morgens zwischen 1. und 2. Uhr/ uff S. Annaberg/ sanfft und selig im Herrn abgeschieden/ Und Folgenden Sontag mit Christlichen Ceremonien zur Erden bestattet worden, Leipzig, Ritzsch, 1630